# Emmanuel Eboué
Emmanuel Eboué (Abidjan, 4 de junho de 1983) é um ex-futebolista marfinense que atuou como lateral-direito.

## Carreira
Eboue integrou o elenco da Seleção Marfinense de Futebol, na Copa do Mundo de 2010.

## Títulos
ASEC Mimosas
- Campeonato Marfinense: 2001, 2002

Galatasaray
- Campeonato Turco: 2011-12, 2012-13

## Outras conquistas
Arsenal
- Copa Emirates: 2007, 2009, 2010
- Torneio de Amsterdã: 2007 e 2008